# ベルヴィル (セーヌ)
ベルヴィル（仏: Belleville）は、フランス、セーヌ県（1790年から1968年まで存在）に属していたかつて存在したコミューン。1859年6月16日法に基づきパリに併合され、消滅した。

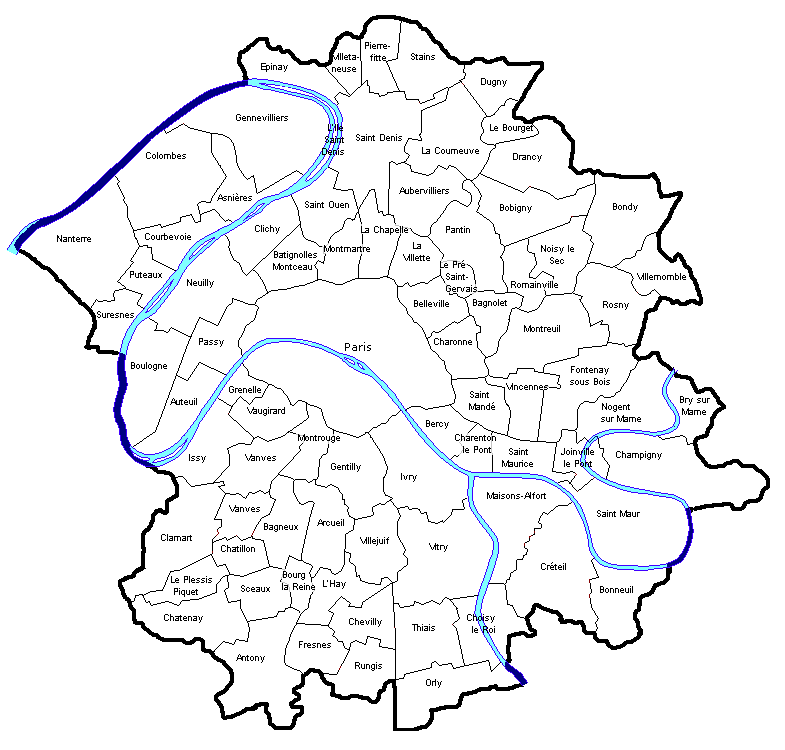
1860年のパリ再編前のセーヌ県のコミューン

## 地理
ベルヴィルは、モンマルトルに次いでパリで2番目に標高が高い丘の上（128m）にある。
北はビュット・ショーモン公園、南はメニルモンタン、東はクルティーユ（18世紀中頃から酒場が多く立ち並んだ一画。現在のベルヴィル大通り）のフェルミエー・ジェネローの城壁、西はサン＝ファルジョー及びル・プレ＝サン＝ジェルヴェに接していた。
コミューンとしてのベルヴィルの領域は、ラ・ヴィレットと同様に2分された上で現在の19区と20区に再編されたため、両区にまたがっている。

## 歴史
ベルヴィルは、7世紀ころ「Savies」と呼ばれていた。これは、古フランク語で「野生の山」を意味する。
メロヴィング朝の王は、この地に館を持っていた。
カペー朝初期、特にアンリ1世は、この地をパリの修道院に領地として分け与えた。中でもサン＝マルタン＝デ＝シャン教会の領地は広大であった。
中世の間、「野生の山」は Portronvilleと呼ばれ、その後、Belleville-sur-Sablon（ベルヴィル＝シュル＝サブロン）と呼ばれるようになった。『美しい眺め』（Belle vue）から名づけられた。
ベルヴィルは、1789年にコミューンとなった。1790年から1795年までフランシアード（Franciade）地区の小郡であったが、以降1860年のパリへの編入まで、独立したコミューンであり続けた。なお、フランス革命期、一時的にMont-Chalierを名乗っていた。
ベルヴィルの役場は、サン＝ジャン＝バティスト教会（現在のパリメトロ11号線ジュールダン駅）の向かいにあった。
かつてのベルヴィルは採石労働者やワイン生産者が暮らす土地だった。ブルボン朝の王政復古後、ダンスホール、ギャンゲット、飲食店が丘のふもとにでき、パリからやってくる人々に人気の場所となった。パリ市の外であるベルヴィルでは税金がかからず、安くワインが提供されたからである。
1800年から1859年までの間にの急激な人口増加により、フランスで13番目、セーヌ県内でパリに次ぐ2番目の都市となった。
ジョルジュ・オスマン男爵がベルヴィルをパリに併合したことで、人口増加は加速した。

## 人口
| 1793年                    | 1806年 | 1836年 | 1846年 | 1856年 | 1859年 |
| ------------------------- | ------ | ------ | ------ | ------ | ------ |
| 2,864                     | 1,724  | 10,705 | 27,556 | 57,699 | 70,000 |
| Source : Cassini.ehess.fr |        |        |        |        |        |

## 関係者
- ジャック・オベール（18世紀前半のヴァイオリニスト） - ベルヴィル界隈で死去
- ジャン＝ジョゼフ・ド・モンドンヴィル（18世紀半ばのヴァイオリニスト） - ベルヴィルのピクセレクール通り (Rue Pixérécourt) 界隈に居住